# British Airways World Cargo
British Airways World Cargo, anciennement British Airways Cargo, est une ancienne division de IAG Cargo, assurant des services de transport aérien de marchandises sous la marque British Airways. C’était la douzième plus grande compagnie aérienne cargo au monde en termes de tonnes-kilomètres fret totaux parcourus. Les services de fret étaient assurés par la flotte principale de British Airways et par des avions cargo dédiés opérant sous un contrat de wet lease avec Global Supply Systems.

## Histoire
British Airways a ouvert son premier centre World Cargo à Heathrow à la fin des années 1990 ; il s’agissait d’un centre automatisé de manutention de fret capable de gérer des cargaisons inhabituelles et premium, ainsi que des produits frais, dont il traitait plus de 80 000 tonnes par an. BA World Cargo s’occupait également du fret aux aéroports londoniens de Gatwick et Stansted, et, par le biais de son partenaire British Airways Regional Cargo, dans tous les principaux aéroports régionaux du Royaume-Uni.
La société a cessé ses activités le 30 avril 2014,, ayant été entièrement fusionnée avec IAG Cargo, sans poursuite des vols cargo dédiés. BA World Cargo exploitait aussi un centre de fret automatisé à London Heathrow Airport, et disposait d’une base pour les services de fret long-courrier à London Stansted Airport.
Après la fermeture de British Airways World Cargo, une nouvelle compagnie aérienne entièrement dédiée au fret, CargoLogicAir, a débuté ses opérations en 2015, recrutant certains personnels de Global Supply Systems.

## Destinations
BA World Cargo exploitait des services dédiés d’avions cargo vers l’Afrique, le Moyen-Orient, le sous-continent indien, l’Asie de l’Est, l’Amérique du Nord et l’Europe depuis sa base de Londres-Stansted. BA World Cargo utilisait la flotte principale de BA. Jusqu’à fin mars 2014, elle exploitait également trois avions cargo Boeing 747-8 assurant des services long-courrier dédiés sous un contrat de wet lease avec Global Supply Systems.

## Flotte

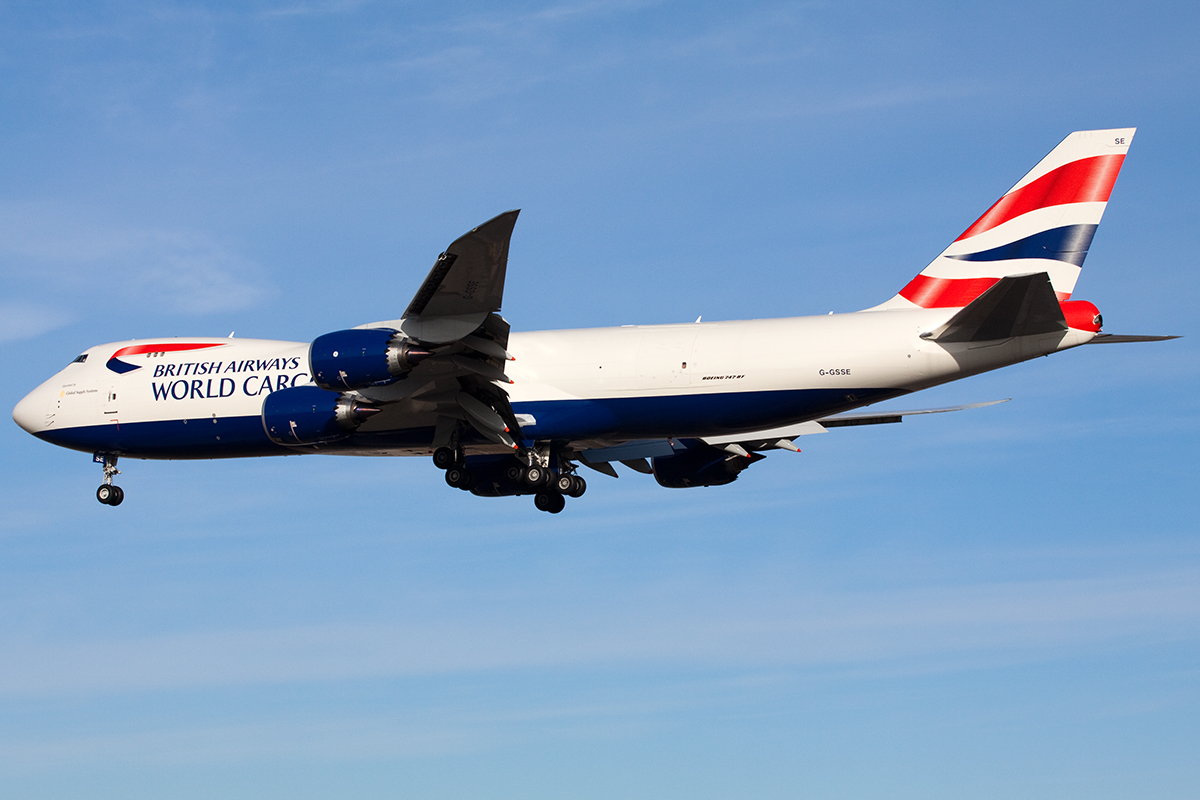
Boeing 747-8F.

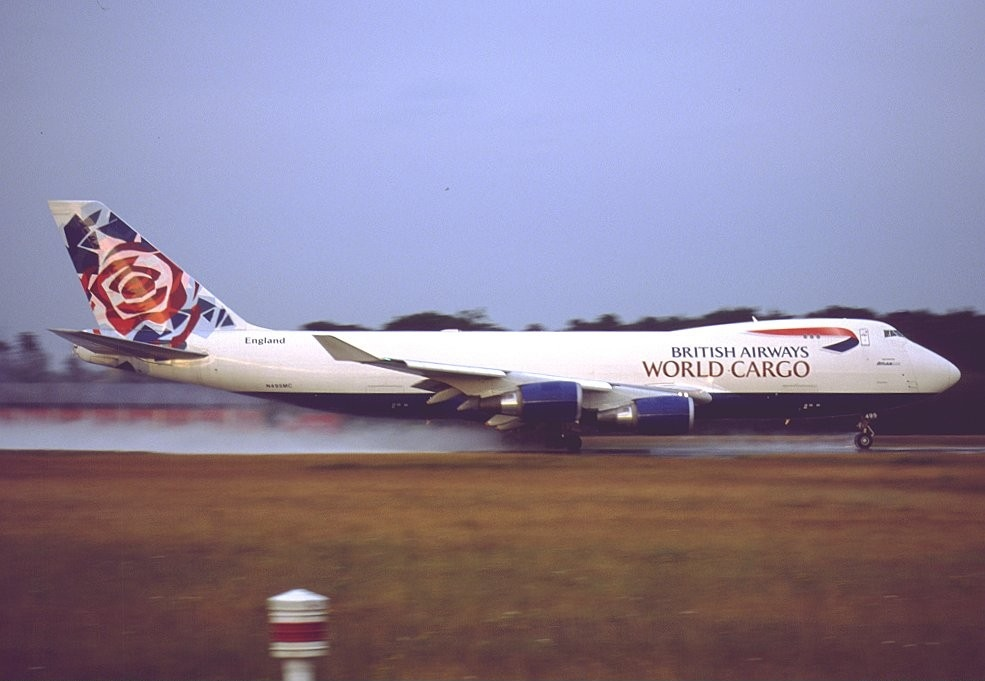
Boeing 747-400F.

La flotte de BA World Cargo en avril 2014 se composait de :
- Boeing 747-8F (3 exemplaires au total, loués en wet lease auprès de Global Supply Systems et progressivement retirés)[9]

BA World Cargo utilisait également de la capacité sur des avions cargo dédiés opérés par d’autres compagnies.

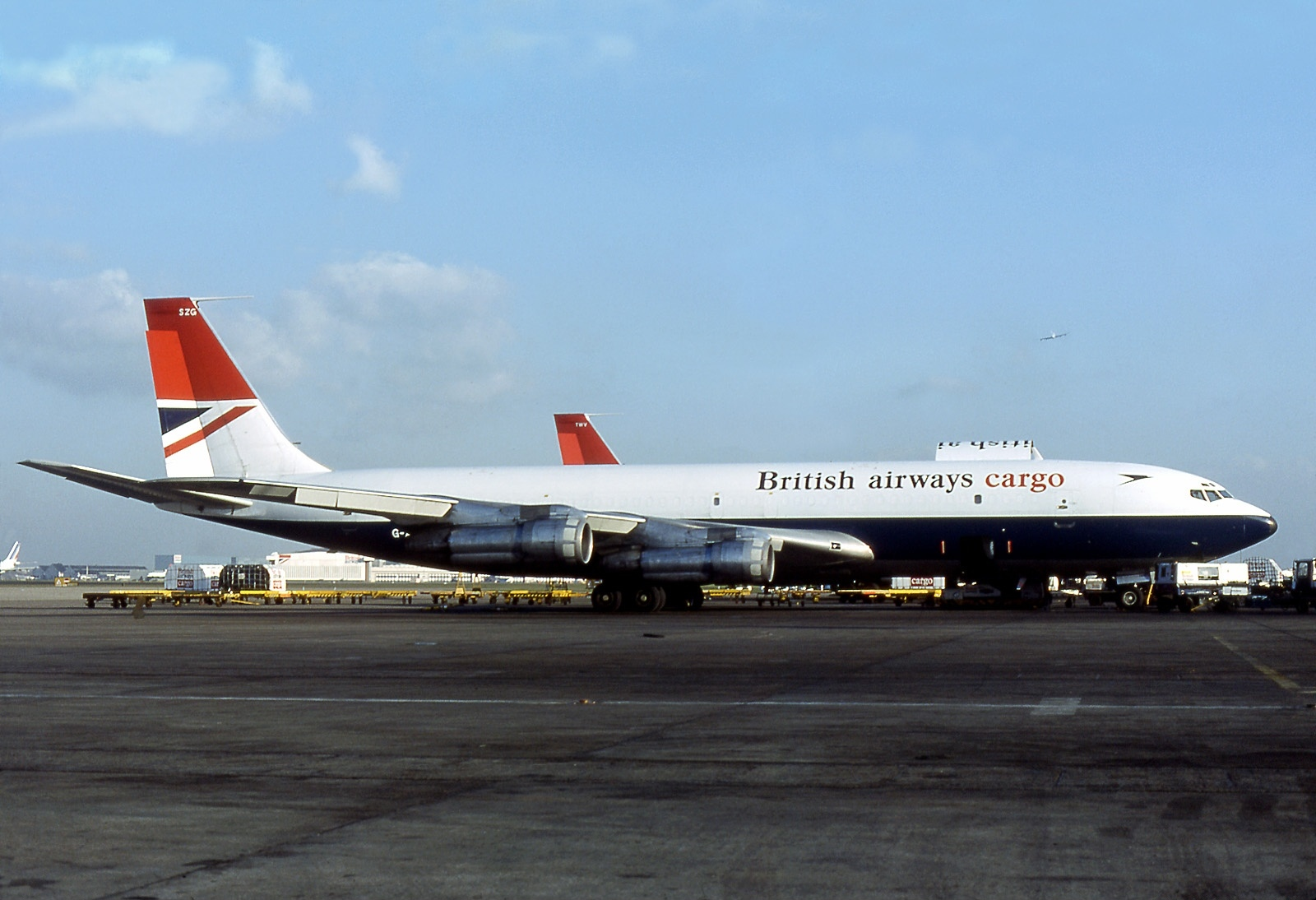
Boeing 707-320C.

Anciennement exploités
- Boeing 707-320C[10]
- Boeing 747-200F[11]
- Boeing 747-400F[12]
- Vickers 953c Merchantman[13]